# Deveternik
Deveternik (sunčanica, lat. Helianthemum), biljni rod iz porodice bušinovki. Obuhvaća 111 vrsta trajnica, grmova i polugrmova koje rastu po sjevernoj hemisferi, a najviše u Mediteranskim zemljama. Rod je poznat po tome što žive u simbiozi s mikoriznim gljivama.
Ime roda dolazi od grčke riječi helios (sunce) i anthemon (cvijet)
U Hrvatskoj su uobičajene vrste siva sunčanica (H. canum), H. lavandulifolium, obična sunčanica (H. nummularium) i H. oelandicum.

## Vrste
1. Helianthemum abelardoi Alcaraz
2. Helianthemum aegyptiacum (L.) Mill.
3. Helianthemum aganae Marrero Rodr. & R.Mesa
4. Helianthemum aguloi Marrero Rodr. & R.Mesa
5. Helianthemum almeriense Pau
6. Helianthemum alypoides Losa & Rivas Goday
7. Helianthemum angustatum Pomel
8. Helianthemum antitauricum P.H.Davis & Coode
9. Helianthemum apenninum (L.) Mill.
10. Helianthemum asperum Lag. ex Dunal
11. Helianthemum assadii Ghahrem.-Nejad & Gholamian
12. Helianthemum baschkirorum (Juz. ex Kupat.) Juz.
13. Helianthemum bramwelliorum Marrero Rodr.
14. Helianthemum broussonetii Dunal
15. Helianthemum buschii (Palib.) Juz. & Pozdeeva
16. Helianthemum bystropogophyllum Svent.
17. Helianthemum canariense (Jacq.) Pers.
18. Helianthemum canum (L.) Hornem.
19. Helianthemum capralense Pérez Dacosta & Mateo
20. Helianthemum caput-felis Boiss.
21. Helianthemum × carmen-joanae Mansanet & Mateu
22. Helianthemum × carolipaui Cuatrec.
23. Helianthemum chihuahuense S.Watson
24. Helianthemum cinereoflavescens Rech.f., Aellen & Esfand.
25. Helianthemum cinereum (Cav.) Pers.
26. Helianthemum cirae A.Santos
27. Helianthemum ciscaucasicum Juz. & Pozdeeva
28. Helianthemum citrinum Ghaz.
29. Helianthemum × conchitae Socorro & Aroza
30. Helianthemum concolor (L.Riley) J.G.Ortega
31. Helianthemum confertum Dunal
32. Helianthemum × coronadoi Mateo
33. Helianthemum coulteri S.Watson
34. Helianthemum crassifolium Pers.
35. Helianthemum × crespoi Mateo
36. Helianthemum croceum (Desf.) Pers.
37. Helianthemum cylindrifolium Verdc.
38. Helianthemum dagestanicum Rupr.
39. Helianthemum dianicum Pérez Dacosta, M.B.Crespo & Mateo
40. Helianthemum × digeneum Rouy & Foucaud
41. Helianthemum × doumerguei Faure
42. Helianthemum edetanum Mateo, Fabado & C.Torres
43. Helianthemum ellipticum (Desf.) Pers.
44. Helianthemum eriocephalum Pomel
45. Helianthemum × fabadoi Mateo
46. Helianthemum × finestratense Pérez Dacosta & Mateo
47. Helianthemum fontanesii Boiss. & Reut.
48. Helianthemum geniorum Maire
49. Helianthemum germanicopolitanum Bornm.
50. Helianthemum getulum Pomel
51. Helianthemum glaucescens (Murb.) Tzvelev
52. Helianthemum gonzalezferreri Marrero Rodr.
53. Helianthemum gorgoneum Webb
54. Helianthemum grosii Pau & Font Quer
55. Helianthemum guerrae Sánchez-Gómez, J.S.Carrion & M.A.Carrión
56. Helianthemum × guiraoi Willk.
57. Helianthemum hadedense Thulin
58. Helianthemum × heerii Brügger
59. Helianthemum hirtum (L.) Mill.
60. Helianthemum humile Verdc.
61. Helianthemum hymettium Boiss. & Heldr.
62. Helianthemum inaguae Marrero Rodr., Gonz.-Mart. & F.González
63. Helianthemum juliae Wildpret
64. Helianthemum kahiricum Delile
65. Helianthemum kotschyanum Boiss.
66. Helianthemum × lagunae Mateo
67. Helianthemum lavandulifolium Mill.
68. Helianthemum ledifolium (L.) Mill.
69. Helianthemum leptophyllum Dunal
70. Helianthemum linii A.Santos
71. Helianthemum lippii (L.) Dum.Cours.
72. Helianthemum × lucentinum M.B.Crespo & J.C.Cristóbal
73. Helianthemum lunulatum (All.) DC.
74. Helianthemum × mansanetianum Mateo
75. Helianthemum × mariano-salvatoris Alcaraz & al.
76. Helianthemum marifolium (L.) Mill.
77. Helianthemum maritimum Pomel
78. Helianthemum marminorense Alcaraz, Peinado & Mart.Parras
79. Helianthemum marmoreum Stevan., Matevski & Kit Tan
80. Helianthemum mathezii Dobignard
81. Helianthemum × monspessulanum Rouy & Foucaud
82. Helianthemum × montis-bovis Mateo
83. Helianthemum morisianum Bertol.
84. Helianthemum motae Sánchez-Gómez, J.F.Jiménez & J.B.Vera
85. Helianthemum × murbeckii Faure
86. Helianthemum neopiliferum Muñoz Garm. & C.Navarro
87. Helianthemum nummularium (L.) Mill.
88. Helianthemum obtusifolium Dunal
89. Helianthemum oelandicum (L.) Dum.Cours.
90. Helianthemum origanifolium (Lam.) Pers.
91. Helianthemum pannosum Boiss.
92. Helianthemum papillare Boiss.
93. Helianthemum patens Hemsl.
94. Helianthemum pergamaceum Pomel
95. Helianthemum × petrerense Pérez Dacosta & Mateo
96. Helianthemum polyanthum (Desf.) Pers.
97. Helianthemum polygonoides Peinado, Mart.Parras, Alcaraz & Espuelas
98. Helianthemum pomeridianum Dunal
99. Helianthemum × protodianicum J.M.Aparicio, Pérez Dacosta & Mateo
100. Helianthemum × pseudodianicum Pérez Dacosta & Mateo
101. Helianthemum pugae Calderón
102. Helianthemum raskebdanae M.A.Alonso, M.B.Crespo, Juan & L.Sáez
103. Helianthemum × rigualii M.B.Crespo & J.C.Cristóbal
104. Helianthemum rossmaessleri Willk.
105. Helianthemum ruficomum (Viv.) Spreng.
106. Helianthemum salicifolium (L.) Mill.
107. Helianthemum sancti-antoni Schweinf. ex Boiss.
108. Helianthemum sanguineum (Lag.) Dunal
109. Helianthemum sauvagei Raynaud
110. Helianthemum schweinfurthii Grosser
111. Helianthemum scopulicola L.Sáez, Rosselló & Alomar
112. Helianthemum sicanorum Brullo, Giusso & Sciandr.
113. Helianthemum sinuspersicum Gholamian & Ghahrem.-Nejad
114. Helianthemum somalense J.B.Gillett
115. Helianthemum songaricum Schrenk
116. Helianthemum speciosum Thulin
117. Helianthemum squamatum (L.) Dum.Cours.
118. Helianthemum stipulatum (Forssk.) C.Chr.
119. Helianthemum strickeri Grosser
120. Helianthemum × subhispidulum Faure & Maire
121. Helianthemum × subviscosum Faure & Maire
122. Helianthemum × sulphureum Willd.
123. Helianthemum supramontanum Arrigoni
124. Helianthemum syriacum (Jacq.) Dum.Cours.
125. Helianthemum syrticum (Viv.) Spreng.
126. Helianthemum teneriffae Coss.
127. Helianthemum tholiforme Bramwell, J.Ortega & B.Navarro
128. Helianthemum thymiphyllum Svent.
129. Helianthemum tinetense M.Mayor & Fern.Benito
130. Helianthemum × triregnorum Mateo
131. Helianthemum ventosum Boiss.
132. Helianthemum vesicarium Boiss.
133. Helianthemum violaceum (Cav.) Pers.
134. Helianthemum virgatum (Desf.) Pers.
135. Helianthemum viscarium Boiss. & Reut.
136. Helianthemum viscidulum Boiss.
137. Helianthemum × xixonense Pérez Dacosta & Mateo
138. Helianthemum zheguliense Juz. ex Tzvelev